# Odryty
Odryty (deutsch Odritten) ist ein Dorf in der polnischen Woiwodschaft Ermland-Masuren. Es gehört zur Gmina Barczewo (Stadt-und-Land-Gemeinde Wartenburg i. Ostpr.) im Powiat Olsztyński (Kreis Allenstein).

## Geographische Lage
Odryty liegt im Westen der Woiwodschaft Ermland-Masuren, 20 Kilometer östlich der Kreis- und Woiwodschaftshauptstadt Olsztyn (deutsch Allenstein).

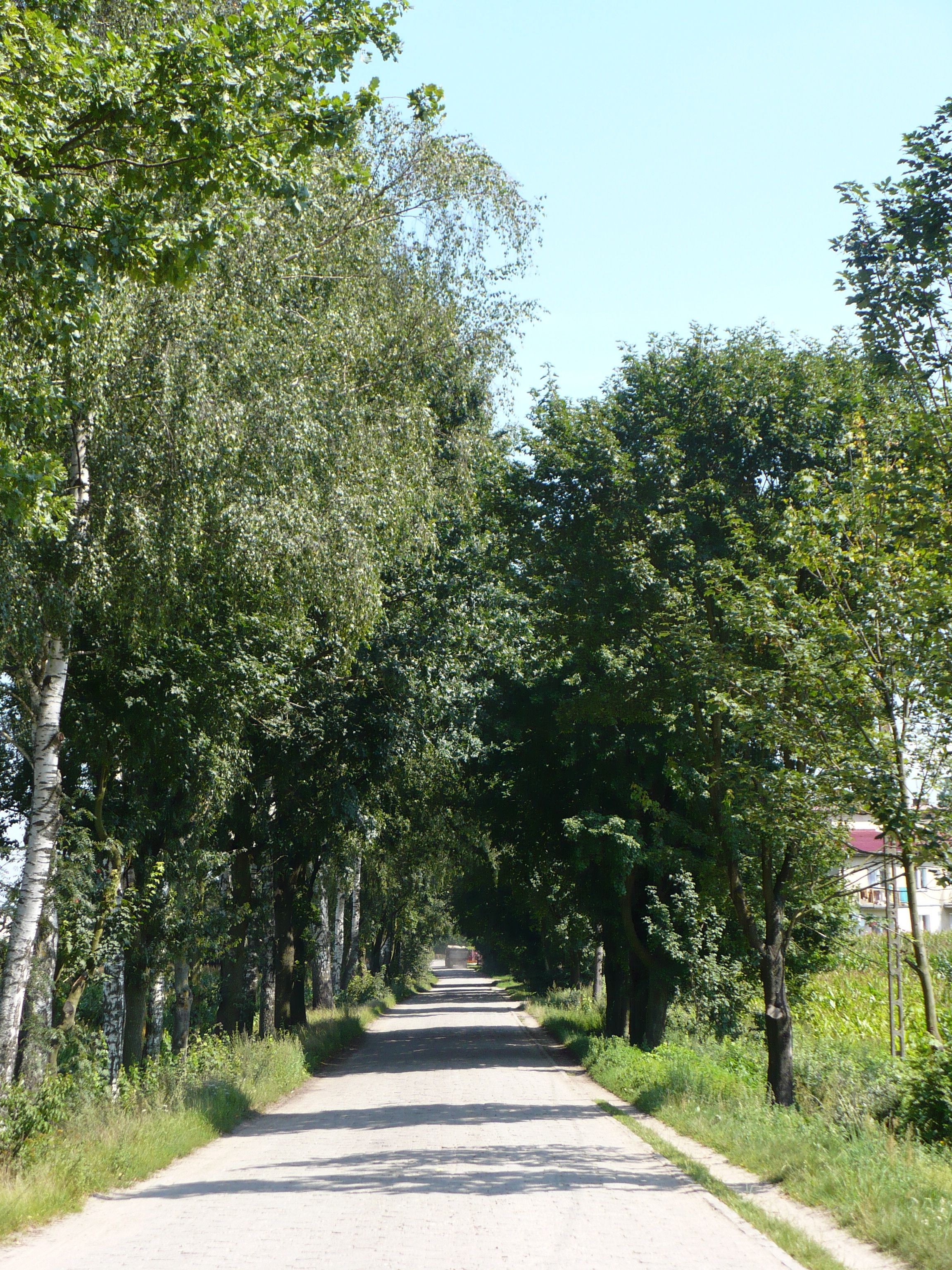
Alleegesäumte Straßenzufahrt in Odryty

## Geschichte
Bereits vor 1381 wurde der kleine Ort Kyrsyne – nach 1381 Waydritten und vor 1785 Oddritten genannt – gegründet. 900 Meter südwestlich des Ortes baute man später eine Ziegelei, die von überörtlicher Bedeutung war.
Im Jahre 1785 wurde Odritten als Dorf im Amt Wartenburg im Kreis Heilsberg erwähnt, 1817 nannte man es ein „köllmisches Bauerndorf“ mit 13 Feuerstellen und 63 Einwohnern. Eine Volkszählung am 3. Dezember 1861 erbrachte zwölf Wohngebäude bei 109 Einwohnern.
Als im Jahre 1874 der Amtsbezirk Hirschberg (polnisch Jedzbark) im ostpreußischen Kreis Allenstein errichtet wurde, wurde Odritten ein Teil desselben und blieb es bis 1945.
102 Einwohner waren im Jahre 1910 in Odritten gemeldet. Im Jahre 1933 waren es 93 und im Jahre 1939 noch 91.
Als 1945 in Kriegsfolge das gesamte südliche Ostpreußen an Polen abgetreten wurde, erhielt Odritten die polnische Namensform „Odryty“. Heute ist der Ort in die Stadt-und-Land-Gemeinde Barczewo (Wartenburg i. Ostpr.) im Powiat Olsztyński (Kreis Allenstein) eingegliedert, von 1975 bis 1998 der Woiwodschaft Olsztyn, seither der Woiwodschaft Ermland-Masuren zugehörig.

## Kirche
Bis 1945 war Odritten in die evangelische Kirche Wartenburg (Ostpreußen) (Barczewo) in der Kirchenprovinz Ostpreußen der Kirche der Altpreußischen Union, außerdem in die römisch-katholische St.-Anna-Kirche in Wartenburg eingepfarrt.
Heute gehört Odryty katholischerseits zur Pfarrei St.-Andreas-der-Apostel in Barczewo, die in Jedzbark (Hirschberg) nun eine Filialgemeinde unterhält.
Die evangelischen Einwohner Odrytys orientieren sich zur Christus-Erlöser-Kirche Olsztyn in der Diözese Masuren der Evangelisch-Augsburgischen Kirche in Polen.

## Verkehr
Odryty liegt an einer Nebenstraße, die bei Barczewo von der polnischen – derzeit im Ausbau zur Schnellstraße S 16 begriffenen – Landesstraße 16 (einstige deutsche Reichsstraße 127) abzweigt und über Jedzbark (Hirschberg) und Giławy (Gillau) bis nach Grzegrzółki (Kukukswald) im Powiat Szczycieński (Kreis Ortelsburg) verläuft.
Eine Anbindung an den Bahnverkehr besteht nicht.